# Велика дропља
Велика дропља (лат. Otis tarda) је птица из породице дропљи и једина врста рода Otis. Спада међу најтеже птице летачице на свету. Насељава углавном степске пределе Европе и Азије.

## Опис
Мужјаци дропље су дугачки 90-110 cm, са распоном крила од 2,1 до 2,5 m. Обично су тешки 10-16 kg, мада је највећи забележени примерак тежио 21 kg. Одрасли мужјак има смеђи горњи део тела и бели доњи део, са сивом главом и вратом. За време сезоне парења, мужјаци имају дугачка танка бела пера која расту на врату, испод корена кљуна. Женке су мање од мужјака за 30%. Гнезда готово да и не праве- са нешто сламчица у мање удубљење снесе 2, врло ретко 3 јајета. Гнезди се једном годишње.

## Распрострањење
Насељава Евроазију, од Пиринејског полуострва до Далеког истока, односно између 55° и 35° северне географске ширине. Свугде се гнезди спорадично. Процењује се да у свету има између 31.000 и 37.000 јединки. У Европи је најбројнија у Шпанији и Португалу. Карактеристична је птица Панонске низије. Највише их је преостало у Мађарској (национални парк Кишкуншаг).
У Србији је врло ретка гнездарица, тренутно броји свега неколико парова и код нас је угрожена. Одржала се само на северу Баната, у резервату Пашњаци велике дропље (околина села Јазово), где се може наћи око 30 јединки. Код нас је популација у сталном опадању. Насељава степске пределе, слатине и простране пашњаке са високом травом.

## Исхрана
Храни се зрнастим плодовима, бескичмењацима или Otidiformesретко пољским мишевима.

## Белешке
1. ↑  према ITIS и IUCN
2. ↑  према IOC
3. ↑  Према најновијем бројању, јато дропљи у резервату се састоји од 18 јединки и то је уједно цела позната популација на територији Србије.